# Сарган Световидова
Сарган Световидова (Belone svetovidovi) — риба родини сарганових (Belonidae). Поширений у східній Атлантиці біля берегів південної Ірландії, Іспанії, Португалії, випадково трапляється у Середземному морі. Раніше плутався із сарганом звичайним (Belone belone).

## Джерело
- Froese R., Pauly D. (eds.) (2012). Belone svetovidovi на FishBase. Версія за September 2012 року.